# Magdaleno Mercado
Magdaleno Mercado Gutiérrez (ur. 4 kwietnia 1944 w La Experiencii, zm. 6 marca 2020) – meksykański piłkarz występujący na pozycji pomocnika.

## Kariera klubowa
W swojej karierze Mercado reprezentował barwy zespołu Atlas. W sezonie 1967/1968 zdobył z nim Puchar Meksyku.

## Kariera reprezentacyjna
W reprezentacji Meksyku Mercado grał w latach 1966-1968. W 1966 roku został powołany do kadry na mistrzostwa świata. Zagrał na nich w meczach z Francją (1:1) i Urugwajem (0:0), a Meksyk odpadł z turnieju po fazie grupowej.